# Rejon aktanyski
Rejon aktanyski (ros. Актанышский район, tatar. Aqtanış Rayonı) - rejon w należącej do Rosji autonomicznej republice Tatarstanu.
Rejon leży we wschodniej części kraju i ma powierzchnię 2037,8 km²; zamieszkuje go ok. 30,5 tys. osób (2018).
Ośrodkiem administracyjnym rejonu jest 
wieś Aktanysz. Oprócz niego na terenie tej jednostki podziału terytorialnego znajduje się 26 innych wsi.